# Jiko Luveni
Jiko Fatafehi Luveni (1946-22 de diciembre de 2018) fue una médica, política fiyana y presidenta del Parlamento de Fiyí. Fue miembro del partido FijiFirst antes de renunciar a su membresía del partido con el fin de asumir el cargo de portavoz. Esto se debió a que el presidente de Fiyí no es miembro del Parlamento y no puede ser miembro de un partido político de conformidad con el artículo 77 (1) (a) y el artículo 77 (7) (b) (ii) de la Constitución de Fiyí. Fue la primera fiyana graduada de una Escuela de Medicina y la primera mujer en ocupar el cargo de portavoz parlamentaria.

## Infancia y educación
Hija de un antiguo comerciante convertido en magnate naviero, Luveni proviene del pueblo de Nukuni en la isla de Ono-i-Lau, en el archipiélago que compone la provincia de Lau. Tuvo dos matrimonios, cinco hijos y siete nietos. Sus pasatiempos incluían el tenis, softbol, netball y voleibol. En su juventud representó al país en tenis de mesa y golf en tres ediciones de los Juegos del Pacífico Sur. Posteriormente fue elegida miembro del comité directivo del Consejo de Deportes de Fiyí y en el Comité de Apelaciones Tripartito de la Asociación de Deportes y Comités Olímpicos Nacionales de Fiyí (FASANOC).
Luveni se educó en la escuela Lautoka Fijian School y luego en la escuela secundaria Nabua en Suva, antes de inscribirse en la escuela Adi Cakobau en Sawani. Se graduó en odontología de la Escuela de Medicina de Fiyí en 1967, la primera mujer de Fiyí en hacerlo. Después de graduarse, trabajó durante veinte años para el Ministerio de Salud, antes de trabajar para el Fondo de Población de las Naciones Unidas como directora de proyectos de planificación familiar y salud reproductiva desde 1987 hasta 2002. Renunció tres años antes de la finalización de su mandato para ocupar un puesto como oficial de proyectos de VIH para el Ministerio de Salud, donde trabajó en campañas de información y prevención del virus, y luego como directora de proyectos de la «Red de Fiyí para personas que viven con el VIH», una organización no gubernamental que permitió el sostén de los enfermos.
De 2007 a 2008, formó parte de la junta directiva del Consejo Deportivo interino de Fiyí.

## Carrera política
En enero de 2008 fue nombrada Ministra de Salud y luego Ministra de Bienestar Social, Mujer y Alivio de la Pobreza en el gobierno interino encabezado por el primer ministro Voreqe Bainimarama. También fue copresidenta de un equipo de trabajo del gobierno establecido para formular recomendaciones con respecto a la «dentidad cultural social y la construcción de la nación» para la propuesta Carta Popular para el Cambio, la Paz y el Progreso.
En 2013 Luveni indicó que se presentaría como parte del partido político propuesto por Bainimarama. Fue elegida presidenta del Consejo Provincial de Lau en abril de 2014, sucediendo a Filipe Bole, pero después de ser anunciada como candidata parlamentaria por el partido FijiFirst en julio de 2014, renunció al cargo luego de solo tres meses. La sucedió Ilisoni Taoba. En las elecciones de 2014 recibió 2296 votos y fue elegida al parlamento como la decimocuarta candidata más votada de FijiFirst. Renunció a su puesto inmediatamente después de las elecciones para convertirse en portavoz, la primera fiyana en ocupar el puesto. Su lugar como diputada fue ocupado por Laisenia Tuitubou. Fue electa portavoz formalmente el 6 de octubre de 2014.

## Muerte
El 22 de diciembre de 2018, falleció a los setenta y dos años. Se entiende que murió tras una breve enfermedad.

## Premios
En la 72.a Asamblea Mundial de la Salud le fue entregado el premio póstumo Global Health Hero Award de la Organización Mundial de la Salud (OMS).